# Tramvajski prijevoz u Pragu
Tramvajski prijevoz u Pragu postoji od 1875. godine otvaranjem konjskog tramvaja. Mreža je elektrificirana 1891. godine, a kako je koja linija kupljena, Prag je 1897. godine osnovao vlastitu tvrtku i otkupljivao tuđe pruge. Danas je glavna tvrtka za tramvajske pruge DPP (Dopravní podnik hl. m. Prahy, a.s.). U Pragu je tramvajem, zajedno s uspinjačom Petřín, 2012. godine prevezeno više od 324 milijuna putnika. 

## Linije
| Broj linije | Trasa linije                                                                | Napomene                                                                                   |
| ----------- | --------------------------------------------------------------------------- | ------------------------------------------------------------------------------------------ |
| 1           | Sídliště Petřiny - Spojovací                                                |                                                                                            |
| 2           | Sídliště Petřiny - Nádraží Braník                                           |                                                                                            |
| 3           | (Sídliště Modřany / Levského-) Nádraží Braník - Kobylisy / Březiněveská     | Od Sídliště Modřany / Levského do Nádraží Braník vozi svaki drugi tramvaj                  |
| 4           | Smíchovské Nádraží - Holyne                                                 |                                                                                            |
| 5           | Ústřední dílny DP - Divoká Šárka                                            |                                                                                            |
| 6           | Spořilov - Smíchovské Nádraží (- Sídliště Barrandov)                        | Linija vozi od radnim danima od 6-20 h. Tramvaji idu do Sídliště Barrandov samo u špicama. |
| 7           | Rádlická - Černokostelecká                                                  |                                                                                            |
| 8           | Podbaba - Starý Hloubětín                                                   |                                                                                            |
| 9           | Sídliště Rěpy - Spojovací                                                   |                                                                                            |
| 10          | Sídliště Rěpy - Sídliště Ďáblice                                            |                                                                                            |
| 11          | Spořilov - Spojovací                                                        |                                                                                            |
| 12          | Sídliště Barrandov - Výstaviště Holešovice                                  |                                                                                            |
| 13          | Náměstí Bratří Synků - Černokostelecká                                      |                                                                                            |
| 14          | Spořilov - Nádraží Vysočany / Vysočanská                                    |                                                                                            |
| 15          | Kotlářka - Olšanské hřbitovy                                                |                                                                                            |
| 16          | Lehovec - Kotlářka (- Sídliště Řepy)                                        | Između Kotlářka i Sídliště Řepy u špicama                                                  |
| 17          | Sídliště Modřany / Levského - Výstaviště Holešovice (- Vozovna Kobylisy)    | Svaki drugi tramvaj vozi do Vozovna Kobylisy                                               |
| 18          | Nádraží Podbaba - Vozovna Pankrác                                           |                                                                                            |
| 20          | Sídliště Barrandov - Divoká Šárka                                           |                                                                                            |
| 21          | Sídliště Modřany / Levského - Kotlářka                                      | Samo radnim danima                                                                         |
| 22          | (Bílá Hora -) Vypich - Nádraží Strašnice / Radošovická (- Nádraží Hostivař) |                                                                                            |
| 24          | Kubánské náměstí - Kobylisy / Březiněveská                                  | Radnim danom od 6-20 h                                                                     |
| 25          | Bílá Hora - Lehovec                                                         |                                                                                            |
| 26          | Divoká Šárka - Nádraží Hostivař                                             |                                                                                            |
| 91          | Vozovna Střešovice - Výstaviště                                             | Muzejska linija. Tramvaji voze od                                                          |